# Gisela Karau
Gisela Karau (geborene Wilczynski; * 28. März 1932 in Berlin; † 9. April 2010 ebenda) war eine deutsche Schriftstellerin, die insbesondere in der Deutschen Demokratischen Republik (DDR) durch eine Reihe von Kinderbüchern mit Themen aus der jüngeren Geschichte bekannt wurde.

## Leben
Gisela Karau wurde 1932 in Berlin geboren und absolvierte nach ihrem Abitur im Jahr 1950 eine fünfjährige Ausbildung zur Redakteurin bei der Berliner SED-Zeitung BZ am Abend, für die sie bis 1990 auch freiberuflich als Reporterin und Kolumnistin tätig war. Der Partei selbst gehörte sie von 1963 bis 1989 an. In den 1960er Jahren begann sie Kinderbücher zu verfassen. Ihr erstes Werk, das einen größeren Bekanntheitsgrad erreichte und auch nach 1990 von verschiedenen Verlagen neu aufgelegt wurde, war das Buch Der gute Stern des Janusz K. (1972) über das Schicksal polnischer Kinder im Konzentrationslager Buchenwald. Weitere in der DDR populäre Kinderbücher von ihr waren beispielsweise Darf ich Wilhelm zu Dir sagen? (1979) zum Leben von Wilhelm Pieck sowie Loni (1982) über ein Mädchen in Berlin in den Jahren nach dem Zweiten Weltkrieg. Darüber hinaus verfasste sie Drehbücher zu einer Reihe von Kinderfilmen der DEFA, so auf der Basis ihres Buches Der gute Stern des Janusz K. das Drehbuch zum Film Mein blauer Vogel fliegt.
Zu ihren in der DDR erschienenen Büchern für Erwachsene zählten zum Beispiel die Romane Berliner Liebe (1984) und Familienkrach (1988). Im Jahr 1986 erhielt sie den Goethepreis der Stadt Berlin. Nach der Wiedervereinigung Deutschlands veröffentlichte sie mehrere Romane, die sich mit den Schicksalen von Menschen in der DDR, in der Wendezeit sowie in Ostdeutschland in der Zeit nach 1990 beschäftigen. Darüber hinaus schrieb sie unter anderem mit Bolle, der freundliche Hund (1994), Küsse auf Eis (1997) sowie Das kommt in der besten Familie vor (2003) weitere Kinderbücher.
Gisela Karau war mit dem Schriftsteller Günter Karau verheiratet und Mutter von zwei Kindern, Vera (* 1952) und Martin (1955–2023). Nachdem ihr erster Mann 1986 verstorben war, heiratete sie im Jahr 1988 den 18 Jahre jüngeren Hans-Jürgen Dörry. Sie starb 2010 in einer Berliner Klinik.

## Werke (Auswahl)
Kinder- und Jugendbücher:
- Anne ist ein Sonntagskind. Kinderbuchverlag Berlin, Berlin 1963
- Trubel um Anne. Kinderbuchverlag Berlin, Berlin 1964
- Der gute Stern des Janusz K. Kinderbuchverlag Berlin, Berlin 1972
- Dann werde ich ein Kranich sein. Kinderbuchverlag Berlin, Berlin 1975
- Darf ich Wilhelm zu Dir sagen? Kinderbuchverlag Berlin, Berlin 1979
- Loni. Kinderbuchverlag Berlin, Berlin 1982
- Bolle, der freundliche Hund. Kiro-Verlag, Schwedt 1994
- Küsse auf Eis. Karl-Dietz-Verlag, Berlin 1997
- Das kommt in der besten Familie vor. Cecilie-Dressler-Verlag, Hamburg 2003
- Der Kugelfisch oder Wie man einen Vater erzieht. Cecilie Dressler Verlag, Hamburg 2004
- Toni und Ali. Bilder einer Jugendliebe. Edition Hamouda, Leipzig 2007
- Cosima. Verliebt in Sanssouci. Edition Hamouda, Leipzig 2007
- Franzi, ganz cool. Cecilie Dressler Verlag, Hamburg 2005

Romane:
- Berliner Liebe. Verlag Neues Leben, Berlin 1984
- Familienkrach. Verlag Neues Leben, Berlin 1988
- Ein gemachter Mann. Verlag Neues Leben, 1991
- Marthas Haus oder Der Kopf im Keller. Kiro-Verlag, Schwedt 1994
- Buschzulage. Dietz Verlag, Berlin 1996
- Go West, Go Ost. Dietz Verlag, Berlin 1998

Gesammelte Feuilletons:
- Sozialistischer Alltag in der DDR. Erlebt und skizziert (= Reihe: Aus erster Hand). Berlin 1970, 2. Auflage 1971.
- 24 Stunden sind ein Tag. Berlin, Hauptstadt der DDR. Berlin-Information, 1981.
- Stasiprotokolle. Gespräche mit ehemaligen Mitarbeitern des MfS der DDR. dipa - Verlag, Frankfurt am Main 1992
- Grenzerprotokolle. Gespräche mit ehemaligen DDR-Offizieren. Frankfurt am Main 1992
- Die »Affäre« Heinrich Fink. Berlin 1992